# Richmond (Nouvelle-Zélande)
Pour les articles homonymes, voir Richmond.
Richmond (prononcé en anglais : /ˈɹɪtʃmənd/, en Māori: Waimea) est une ville et le siège du Conseil du district de Tasman dans l’Île du Sud de la Nouvelle-Zélande.

## Situation
Elle est localisée à 13 kilomètres (8 mi) au sud de la ville de Nelson dans le nord de l’Île du Sud, tout près de l’extrémité sud de la baie de Tasman.

## Toponymie
La ville, colonisée en premier par les Européens en 1842 fut dénommée en 1854 d’après la ville de Richmond on Thames près de Londres.

## Population
En 2014, la population était estimée à 13 606 habitants.
Bien que la plus grande partie de la ville de Richmond siège en dehors des limites de la cité de Nelson City, elle forme de fait : une partie de la Zone urbaine (en) de Nelson, pour les besoins statistiques et de façon informelle, elle est considérée comme une partie du Grand Nelson ou le "Sommet du Sud".
Les deux unités d’autorité que constituent Nelson et Tasman coopèrent pour les besoins du marketing pour le tourisme via la structure nommée Latitude Nelson.
En 2020, Richmond formait une partie du électorat parlementaire de Nelson (en).

## Histoire
Durant la période allant de 1853 à 1876, la zone urbaine de Richmond fut administrée comme étant une partie de la Province de Nelson (en).
Avec l’Acte d’Abolition des Provinces de 1876, le conté de Waimae (en) fut créé, devenant effectif en janvier 1877.
Richmond fut inclus dans les limites du comté de Waimea et servit de quartier général administratif pour le comté.
En 1891, l’autorité administrative de la zone urbaine de Richmond fut transférée du comté de Waimea au conseil du borough de Richmond .
Le borough de Richmond exista jusqu’à la réforme de la gouvernance locale de 1989 (en), quand le district de Tasman fut formé par l’amalgamation du borough de Richmond, du conté de Golden Bay (en), du conte de Murchison (en) et la zone administrative du conté de Waimea County.

## Éducation

### Écoles publiques générales
- collège de Waimea (en) est une école d’État, mixte, allant des années 9 à 13[5],[6] avec un effectif de 1 638 élèves en mars 2020[7].

- Waimea Intermediate (en) est une école d’État, mixte, intermédiaire, accueillant les enfants de niveaux 7 et 8[8],[9] avec un effectif de 618 élèves[10].

Il y a trois écoles primaires d’État, allant des années 1 à 6:
- L’école Richmond School[11], avec un effectif de 438 élèves[12].

- L’école Henley School[13],[14], avec un effectif de 504 élèves[15]

- L’école Appleby School[16],[17] avec un effectif de 118 élèves[18]

### Écoles publiques spécialisées
- l’école Salisbury School est une école d’État pour les années 3 à 10 pour filles avec des difficultés d'apprentissage[19] avec un effectif de 5 élèves[20]. Elle fut établie comme établissement à domicile par William McRae en 1850[21].

- L’école Te Kura Kaupapa Māori o Tuia Te Matangi est une école mixte, d’État, enseignant en en language immersion Maori (en) pour les années 1 à 13[22],[23] avec un effectif 53 élèves[24].

### Écoles privées chrétiennes
- collège Garrin (en) est une école catholique, mixte, intégrée au public, assurant le secondaire des années 9 à 13[25],[26] avec un effectif de 526 élèves[27]

- L’école St Paul est une école privée, mixte, chrétienne, allant des années 1 à 8[28] avec un effectif de 257 élèves[29].

## Galerie

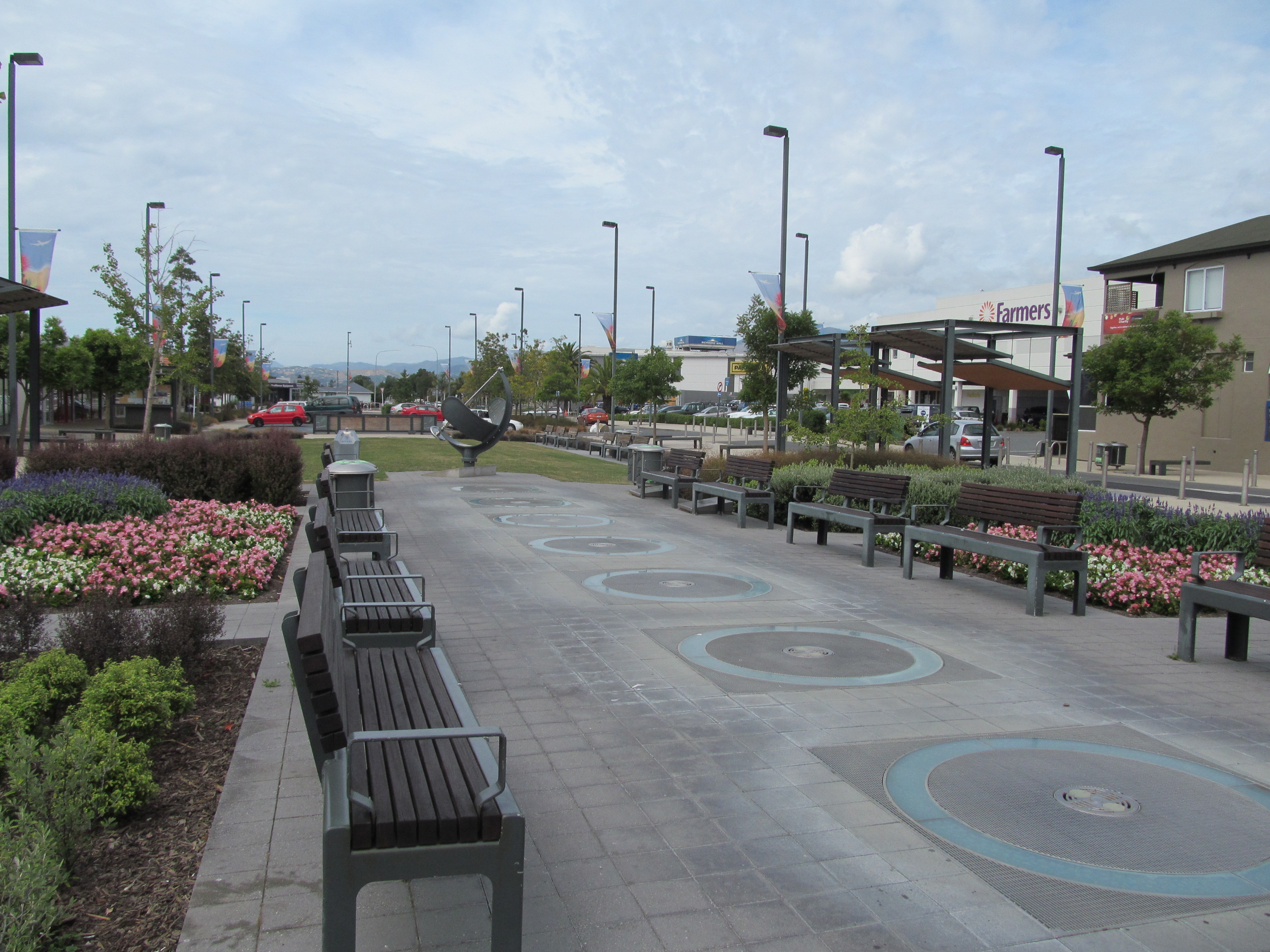
Sundial Square dans le centre de la ville de Richmond. Le cadran solaire fut inauguré en 1994 et pèse 800 kilogrammes.
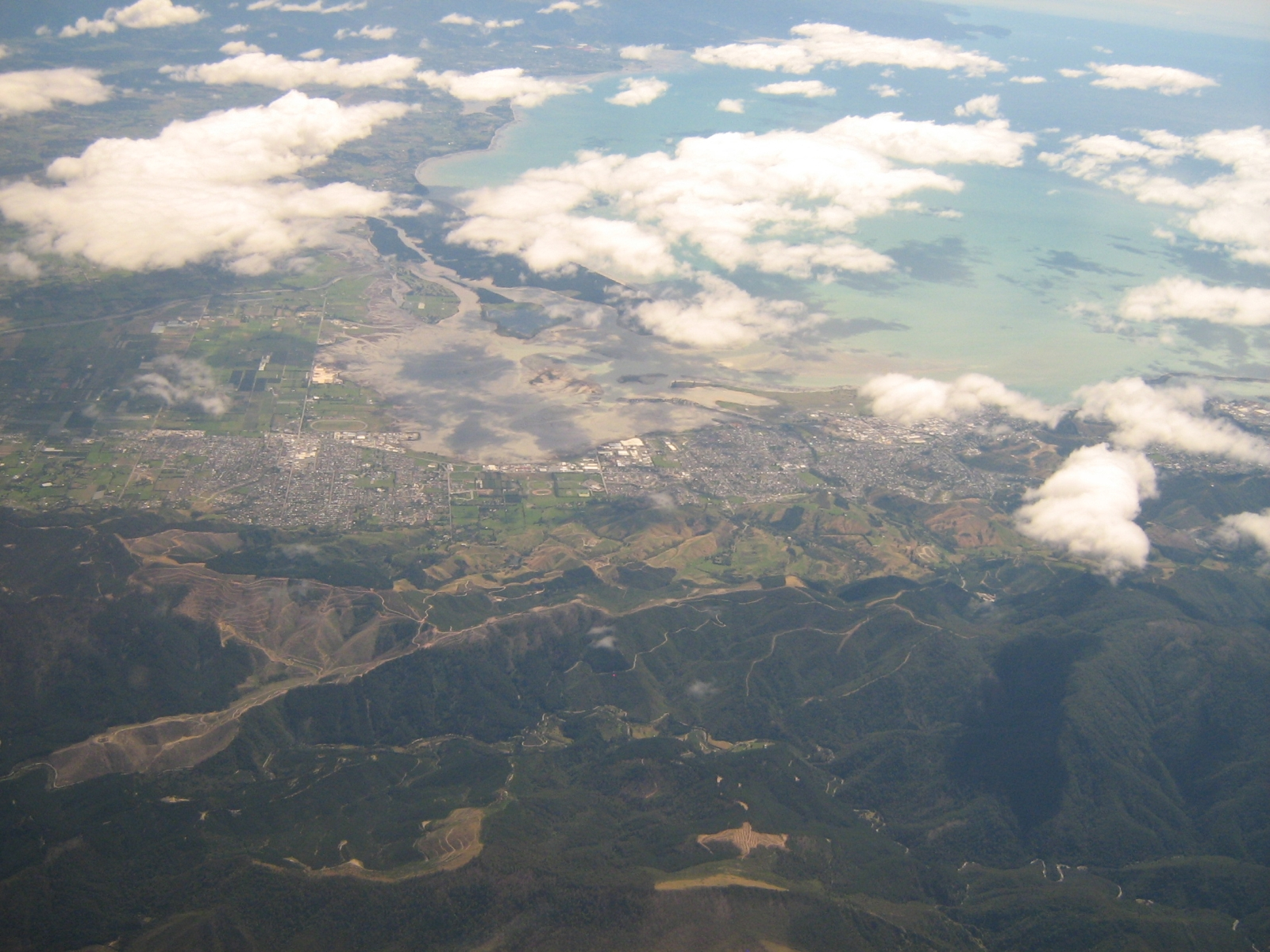
Richmond vu des airs, montrant ses connexions étroites avec la ville de Nelson vers la droite.